# Gran Premio de las Naciones de Motociclismo de 1976
El Gran Premio de las Naciones de Motociclismo de 1976 fue la tercera prueba de la temporada 1976 del Campeonato Mundial de Motociclismo. El Gran Premio se disputó el 16 de mayo de 1976 en el Circuito de Mugello.

## Resultados 500cc
En la categoría reina, duelo frenético entre los ingleses Barry Sheene y Phil Read. De hecho, en la última vuelta se intercambiaron hasta cuatro veces el liderato. La victoria final será finalmente para Sheene. El debutante Virginio Ferrari acabaría en la tercera posición.
| Pos.     | Piloto           | Equipo | Tiempo       | Pts. |
| -------- | ---------------- | ------ | ------------ | ---- |
| 1        | Barry Sheene     | Suzuki | 1h 02' 35" 5 | 15   |
| 2        | Phil Read        | Suzuki | +0" 1        | 12   |
| 3        | Virginio Ferrari | Suzuki | +53"         | 10   |
| 4        | Teuvo Länsivuori | Suzuki | +53" 5       | 8    |
| 5        | Pat Hennen       | Suzuki | +1' 39" 3    | 6    |
| 6        | Marcel Ankoné    | Suzuki | +1' 45" 3    | 5    |
| 7        | Stuart Avant     | Suzuki | +1' 50" 7    | 4    |
| 8        | Philippe Coulon  | Suzuki | +1 Vuelta    | 3    |
| 9        | Dieter Braun     | Suzuki | +1 Vuelta    | 2    |
| 10       | Børge Nielsen    | Yamaha | +1 Vuelta    | 1    |
| 11       | Max Wiener       | Yamaha | +2 Vueltas   |      |
| Ret      | Mario Fiorentino | Suzuki | Ret          |      |
| Ret      | Boet Van Dulmen  | Yamaha | Ret          |      |
| Ret      | Victor Soussan   | Yamaha | Ret          |      |
| Ret      | Mario Necchi     | Suzuki | Ret          |      |
| Ret      | Gilles Husson    | Yamaha | Ret          |      |
| Ret      | John Newbold     | Suzuki | Ret          |      |
| Ret      | Michel Rougerie  | Suzuki | Ret          |      |
| Ret      | Germano Paganini | Suzuki | Ret          |      |
| Ret      | Karl Auer        | Yamaha | Ret          |      |
| Ret      | Nico Cereghini   | Suzuki | Ret          |      |
| Ret      | Giorgio Avveduti | Suzuki | Ret          |      |
| Ret      | Edmar Ferreira   | Yamaha | Ret          |      |
| Ret      | Jack Findlay     | Suzuki | Ret          |      |
| Ret      | Vanes Francini   | Yamaha | Ret          |      |
| Ret      | Giacomo Agostini | Suzuki | Ret          |      |
| Ret      | Víctor Palomo    | Yamaha | Ret          |      |
| Ret      | Vittorio Gornati | Suzuki | Ret          |      |
| Ret      | Carlo Piazza     | Suzuki | Ret          |      |
| Ret      | Johnny Cecotto   | Yamaha | Ret          |      |
| DNQ      | Jean Paul Boinet | Suzuki | Ret          |      |
| Sources: |                  |        |              |      |

## Resultados 350cc
El triunfo fue para el Johnny Cecotto, que se aprovechó del abandono de Giacomo Agostini cuando este dominaba la carrera hasta que tuvo problemas mecánicos. Franco Uncini y John Dodds fueron segundo y tercero respectivamente. Este Gran Premio tuvo un doble accidente mortal. El primero se produjo en esta categoría cuando Paolo Tordi cae, es envestido por su propia moto y muere a su llegada al hospital.
| Pos. | Piloto              | Moto            | Tiempo     | Pts. |
| ---- | ------------------- | --------------- | ---------- | ---- |
| 1    | Johnny Cecotto      | Yamaha          | 55' 01" 8  | 15   |
| 2    | Franco Uncini       | Yamaha          | + 30" 5    | 12   |
| 3    | John Dodds          | Yamaha          | + 33" 4    | 10   |
| 4    | Pentti Korhonen     | Yamaha          | + 36" 2    | 8    |
| 5    | Tom Herron          | Yamaha          | + 37"      | 6    |
| 6    | Kork Ballington     | Yamaha          | + 37" 5    | 5    |
| 7    | Walter Villa        | Harley Davidson | + 37" 7    | 4    |
| 8    | Boet van Dulmen     | Yamaha          | + 1' 00" 6 | 3    |
| 9    | Philippe Bouzanne   | Yamaha          | + 1' 06" 3 | 2    |
| 10   | Isao Harimoto       | Yamaha          | + 1' 11" 3 | 1    |
| 11   | Vanes Francini      | Yamaha          | + 1' 19" 2 |      |
| 12   | Jean François Baldé | Yamaha          | + 1' 21" 2 |      |
| 13   | Alan North          | Yamaha          | + 1' 39" 3 |      |
| 14   | Christian Huguet    | Yamaha          | + 2' 10" 3 |      |
| 15   | Fosco Giansanti     | Yamaha          | + 1 Vuelta |      |
| Ret  | Giacomo Agostini    | MV Agusta       | Ret        |      |
| Ret  | Leif Gustafsson     | Yamaha          | Ret        |      |
| Ret  | Paolo Tordi         | Yamaha          | Ret        |      |
| Ret  | Patrick Pons        | Yamaha          | Ret        |      |
| Ret  | Víctor Palomo       | Yamaha          | Ret        |      |
| Ret  | Bruno Kneubühler    | Yamaha          | Ret        |      |
| Ret  | Giuseppe Consalvi   | Yamaha          | Ret        |      |
| Ret  | Eduardo Elias       | Yamaha          | Ret        |      |
| Ret  | Gérard Choukroun    | Yamaha          | Ret        |      |
| Ret  | Chas Mortimer       | Yamaha          | Ret        |      |
| Ret  | Gilles Husson       | Yamaha          | Ret        |      |
| DNQ  | Karl Auer           | Yamaha          | DNQ        |      |
| DNQ  | Dieter Braun        | Morbidelli      | DNQ        |      |
| DNQ  | Olivier Chevallier  | Yamaha          | DNQ        |      |
| DNQ  | Philippe Coulon     | Yamaha          | DNQ        |      |
| DNQ  | Patrick Fernandez   | Yamaha          | DNQ        |      |
| DNQ  | Pekka Nurmi         | Yamaha          | DNQ        |      |
| DNQ  | Hans Stadelmann     | Yamaha          | DNQ        |      |

## Resultados 250cc
En el cuarto de litro, victoria sin problemas de Walter Villa, que desde la salida estuvo en cabeza, seguido de Michel Rougerie y John Dodds hasta que ambos tuvieron que abandonar en la vuelta 4 por problemas mecánicos. También esta prueba estuvo marcada por el accidente sufrido por el italiano Otello Buscherini, caído en la entrada de la curva 2 (exactamente en el mismo lugar donde se había matado Tordi en tres y medio, corrida con anterioridad). En el hospital Buscherini  moría a causa de las lesiones en el cráneo.
| Pos. | Piloto              | Moto            | Tiempo     | Pts. |
| ---- | ------------------- | --------------- | ---------- | ---- |
| 1    | Walter Villa        | Harley Davidson | 51' 43" 3  | 15   |
| 2    | Takazumi Katayama   | Yamaha          | + 21" 8    | 12   |
| 3    | Pentti Korhonen     | Yamaha          | + 37" 9    | 10   |
| 4    | Chas Mortimer       | Yamaha          | + 1' 00" 1 | 8    |
| 5    | Jean-François Baldé | Yamaha          | + 1' 01" 4 | 6    |
| 6    | Bruno Kneubühler    | Yamaha          | + 1' 15" 8 | 5    |
| 7    | Tom Herron          | Yamaha          | + 1' 21" 9 | 4    |
| 8    | Philippe Bouzanne   | Yamaha          | + 1' 28" 3 | 3    |
| 9    | Olivier Chevallier  | Yamaha          | + 1' 40" 9 | 2    |
| 10   | Eero Hyvärinen      | Yamaha          | + 1' 41" 2 | 1    |
| 11   | Mario Lega          | Yamaha          | + 1' 44" 1 |      |
| 12   | Denis Boulom        | Yamaha          | + 1' 46" 1 |      |
| 13   | Hans Stadelmann     | Yamaha          | + 1' 59" 7 |      |
| 14   | Christian Sarron    | Yamaha          | + 1 Vuelta |      |
| 15   | Erick Andersson     | Yamaha          | + 1 Vuelta |      |
| 16   | Alfio Micheli       | Harley Davidson | + 1 Vuelta |      |
| 17   | Rudolf Weiss        | Yamaha          | + 1 Vuelta |      |
| Ret  | Patrick Pons        | Yamaha          | Ret        |      |
| Ret  | Paolo Pileri        | Morbidelli      | Ret        |      |
| Ret  | Virginio Ferrari    | Harley Davidson | Ret        |      |
| Ret  | Michel Rougerie     | Yamaha          | Ret        |      |
| Ret  | Kork Ballington     | Yamaha          | Ret        |      |
| Ret  | Paolo Tordi         | Yamaha          | Ret        |      |
| Ret  | Leif Gustafsson     | Yamaha          | Ret        |      |
| Ret  | John Dodds          | Yamaha          | Ret        |      |
| Ret  | Gérard Choukroun    | Yamaha          | Ret        |      |
| Ret  | Otello Buscherini   | Yamaha          | Ret (†)    |      |
| Ret  | Gianfranco Bonera   | Harley Davidson | Ret        |      |
| DNS  | Jaime Samaranch     | Harley Davidson | DNS        |      |

## Resultados 125cc
En el octavo de litro, el trío italiano formado por Pier Paolo Bianchi, Paolo Pileri y Otello Buscherini rodaron a mucha distancia de los rivales. Al final, la victoria fue para Bianchi seguido de Pileri mientras que el español Ángel Nieto cerraba el podio en detrimento del abandono de Buscherini.
| Pos. | Piloto             | Moto            | Tiempo      | Pts. |
| ---- | ------------------ | --------------- | ----------- | ---- |
| 1    | Pier Paolo Bianchi | Morbidelli      | 46' 54" 2   | 15   |
| 2    | Paolo Pileri       | Morbidelli      | + 24" 7     | 12   |
| 3    | Ángel Nieto        | Bultaco         | + 1' 05" 3  | 10   |
| 4    | Henk van Kessel    | AGV Condor      | + 1 Vuelta  | 8    |
| 5    | Eugenio Lazzarini  | Morbidelli      | + 1 Vuelta  | 6    |
| 6    | Enrico Cereda      | Morbidelli      | + 1 Vuelta  | 5    |
| 7    | Luciano Richetti   | Harley Davidson | + 1 Vuelta  | 4    |
| 8    | Pierluigi Conforti | Yamaha Italjet  | + 1 Vuelta  | 3    |
| 9    | Auno Hakala        | Yamaha          | + 1 Vuelta  | 2    |
| 10   | Matti Kinnunen     | Maico           | + 1 Vuelta  | 1    |
| 11   | Hans Müller        | Yamaha          | + 2 Vueltas |      |
| Ret  | Otello Buscherini  | Malanca         | Ret         |      |
| Ret  | Xaver Tschannen    | Maico           | Ret         |      |
| Ret  | Ermanno Giuliano   | Malanca         | Ret         |      |
| Ret  | Stefan Dörflinger  | Malanca         | Ret         |      |
| Ret  | Harald Bartol      | Morbidelli      | Ret         |      |
| Ret  | Pentti Salonen     | Yamaha          | Ret         |      |
| Ret  | Peter Frohnmeyer   | DRS             | Ret         |      |

## Resultados 50cc
Primer triunfo de la temporada para la Bultaco de Ángel Nieto. El zamorano dominó la carrera desde principio hasta el final. El italiano Eugenio Lazzarini y el austríaco Rudolf Kunz completaron el podio.
| Pos. | Piloto             | Moto           | Tiempo     | Pts. |
| ---- | ------------------ | -------------- | ---------- | ---- |
| 1    | Ángel Nieto        | Bultaco        | 30' 49" 9  | 15   |
| 2    | Eugenio Lazzarini  | UFO Morbidelli | + 24" 9    | 12   |
| 3    | Rudolf Kunz        | Kreidler       | + 32" 8    | 10   |
| 4    | Ulrich Graf        | Kreidler       | + 40" 7    | 8    |
| 5    | Stefan Dörflinger  | Kreidler       | + 56" 9    | 6    |
| 6    | Rolf Blatter       | Kreidler       | + 1' 25" 1 | 5    |
| 7    | Ezio Mischiatti    | Derbi MGM      | + 1' 34" 6 | 4    |
| 8    | Ramón Galí         | Derbi          | + 1' 38" 5 | 3    |
| 9    | Pierre Audry       | ABF            | + 1' 39" 5 | 2    |
| 10   | Aldo Pero          | Kreidler       | + 1' 43" 9 | 1    |
| 11   | Cees van Dongen    | Kreidler       | + 1' 44" 1 |      |
| 12   | Wolfgang Müller    | Kreidler       | + 1' 45"   |      |
| 13   | Giovanni Ziggiotto | MTK            | + 1' 45" 1 |      |
| 14   | Günter Schirnhofer | Kreidler       | + 2' 33" 9 |      |
| 15   | Patrick De Wulf    | Kreidler       | + 1 Vuelta |      |
| 16   | Carlo Guerrini     | Ringhini       | + 1 Vuelta |      |
| 17   | Joaquín Galí       | Derbi          | + 1 Vuelta |      |
| 18   | Luigi Rinaudo      | Tomos          | + 1 Vuelta |      |
| 19   | Hans Kroismayr     | Kreidler       | + 1 Vuelta |      |
| 20   | Giorgio Di Nunzio  | Derbi          | + 1 Vuelta |      |
| Ret  | Nico Polane        | Kreidler       | Ret        |      |
| Ret  | Sergio Zattoni     | Derbi          | Ret        |      |
| Ret  | Claudio Lusuardi   | Villa          | Ret        |      |
| Ret  | Hans Jürgen Hummel | Kreidler       | Ret        |      |
| Ret  | Ermanno Giuliano   | Kreidler       | Ret        |      |